# Власова, Карина
Карина Власова (2 октября 1985) — российская тяжелоатлетка, призёр чемпионатов России, тренер.

## Биография
Представляет Хасавюрт. В ноябре 2004 года в Уфе на чемпионате России стала бронзовым призёром. В начале июля 2006 года на чемпионате России в Невинномысске стала бронзовым призёром. В декабре 2007 года на Кубке России в двоеборье в Невинномысске в рывке заняла 3 место, а в толчке второе, по сумме двоеборья стала бронзовым призёром.

## Спортивные результаты
- Чемпионат России по тяжёлой атлетике 2004 — ;
- Чемпионат России по тяжёлой атлетике 2006 — ;